# Aleksandar Vasilev
Aleksandar Vasilev (in macedone Александар Василев?; Strumica, 3 luglio 1985) è un ex calciatore macedone, di ruolo difensore.

## Carriera

### Club
Vasilev giocò con la maglia del Turnovo, prima di passare ai norvegesi dell'Alta, club di Adeccoligaen. Esordì in squadra il 5 aprile 2010, quando fu titolare nella sconfitta per 3-0 contro il Fredrikstad. L'8 agosto dello stesso anno, segnò la prima rete, nel successo per 0-2 sul Tromsdalen.
Il 23 gennaio 2012 fu ufficializzato il suo ritorno in patria, per giocare nel Rabotnički. Si trasferì poi al Napredok.